# Kaempferia gilbertii
Kaempferia gilbertii là một loài thực vật có hoa trong họ Gừng. Loài này được W.Bull mô tả khoa học đầu tiên năm 1882.